# 美國大學理事會

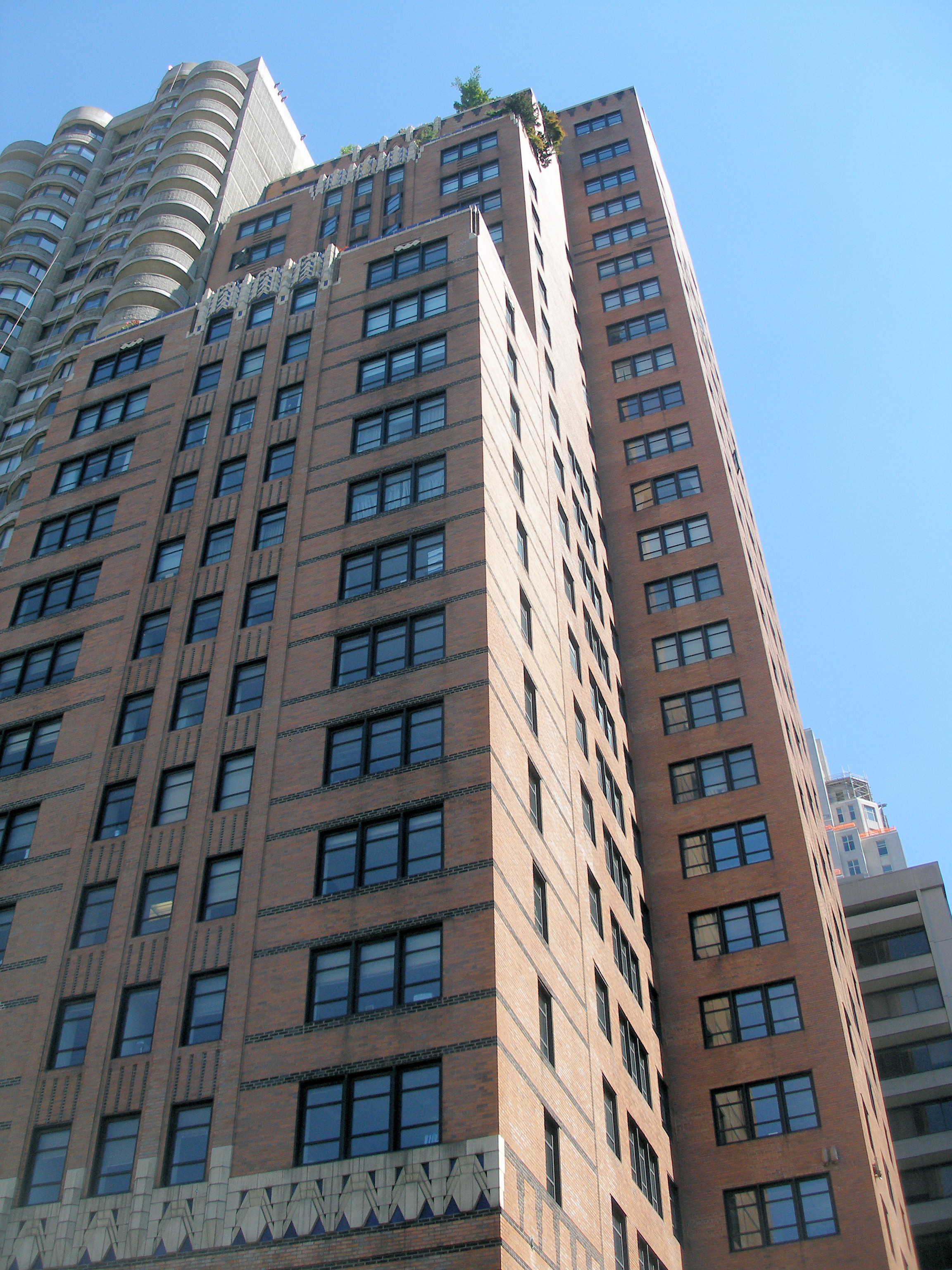
美國大學理事會紐約總部

美國大學理事會（英語：College Board, CB）是成立於1900年的一個美国会员制協會，即大學入學考試委員會（College Entrance Examination Board，CEEB），由5900多所學校、大專院校和其他教育機構組成。它提供的標準化考試被高等教育機構用來測試學生的學術能力。總部位於紐約曼哈頓上西城。大卫·科尔曼为美國大學理事會现任首席执行官，杰里米·辛格（Jeremy Singer）为现任主席。
除管理測試收取費用外，大學理事會還做聲稱給貧困、少數民族中學生加分項目的工作。在各種基金會的贈款（例如比爾與美琳達·蓋茨基金會）資助下，大學理事會在紐約自主運作。一個相似的名為「EXCELerator」的項目為2006-2007學年在華盛頓特區、杜瓦爾縣傑克遜維爾、佛羅里達和芝加哥的11所公立學校開展了試點方案。這些學校的改革項目都使用SpringBoard和CollegeEd材料作為其項目的一部分。

## CEEB號碼
大學理事會維護一個國家、學院專業、學院、獎學金項目、考試中心和高中的註冊號碼。在美國，除了大學理事會內部使用以外，這個註冊號碼還被廣泛地被其他機構當作清晰的證明來使用，因此學生可能不光要給其輔導處一個學院的名稱和地址，還要給它的CEEB號碼，用以確保其成績單被正確送達。ACT也有一個相似號碼用於學院、獎學金、中心和高中，但是這些號碼在ACT組織以外使用得不是很廣泛。

## 考試

### SAT 和 SAT 学科考试
SAT是美国广泛用于大学入学的标准化考试。SAT由美国大学理事会管理，由美国教育考试服务中心开发、出版和评分。ACT是SAT的竞争对手，这是另一项标准化的大学入学考试。

### 大学先修课程（AP）
大学先修课程是在美国和加拿大等国的高级中学中，由美国大学理事会赞助和授权的高中先修性大学课程。

## 争议

### 试题泄漏
SAT的试卷曾多次遭到泄漏，一些学生在考试之前就提前取得了考题，虽然大学理事会通过加强监考，以及减少海外考场的SAT考试次数来遏制作弊行为。但由于SAT的考题会循环使用，使一些学生和考试培训机构通过“预测考题”来作弊。同时，理事会曾经在明知考题外泄的情况下继续组织考试。
AP考试的泄题现象也长期存在，且未得到有效遏制。2022年，有考生在进考场前背诵泄露的AP真题和答案。到2023年和2024年，试题甚至在考试前就在部分社交媒体上被公开售卖，有些机构甚至在考场外兜售答案，网络上也能找到免费的试题。大学理事会大规模取消了考生成绩，声称有压倒性的证据证明作弊，但部分考生认为他们没有违规却被误伤，认为CB的处理方式过于粗暴。

### 巨额利润
尽管作为非营利组织，美国大学理事会通过AP、SAT等考试和相关备考材料获取巨额利润，这主要来自学生的考试费用和学校认证等费用。这些行为被认为与营利性机构的运作模式相似，给学生和教育系统带来了沉重的财务负担。

### 出售学生个人数据
大学理事会在 AP、SAT 和PSAT考试期间征求学生信息，包括 GPA、预期学习领域、对宗教类大学的兴趣以及家庭收入，并将这些数据非法授权给了1000多家高等教育机构，并由此获得了可观的收入。大学理事会向纽约州总检察长办公室支付了75万美元的和解金，并被禁止要求参加考试的学生同意共享数据。

### 多次丢失考生试卷
2024年，巴尔的摩AP考生的100多份AP考试答卷在邮寄过程中丢失。早在2019年、2021年和2023年，考生的AP考试答卷就在邮寄过程中丢失过。

## 外部連結
- 官方网站
- 關於美國大學理事會（页面存档备份，存于）
- 美國大學理事會測試 （页面存档备份，存于）
- 美國大學理事會歷史